# Жезуш Нобре, Эдсон де
Э́дсон де Же́зуш Но́бре (порт. Édson de Jesus Nobre, родился 2 марта 1980 года в Бенгеле) — ангольский футболист, выступавший на позиции нападающего.

## Клубная карьера
Эдсон начал свою профессиональную карьеру в Португалии, в возрасте 19 лет, выступая за клубы из низших дивизионов такие как «Меальяда» и «Анадья». В 2005 году своей игру за «Оливейра ду Байру» из третьего дивизиона привлёк внимание команды Суперлиги «Пасуш де Феррейра».
Дебют состоялся 21 августа 2005 года в матче против «Насьонал». В следующем сезоне Эдсон помог клубу впервые попасть в Кубок УЕФА и забил 4 гола в 25 матчах национального чемпионата, но за четырёхлетнее пребывание в клубе он не был безоговорочным стартёром
Летом 2009 года подписал контракт с кипрским клубом «Этникос». Этот переход не был удачным, уже в следующее трансферное окно он вернулся в Анголу.

## Карьера за сборную
Дебют за национальную сборную Анголы состоялся в 2005 году. Включался в составы сборной на Кубок африканских наций 2006 в Египте, Чемпионат мира 2006 в Германии (заменил Зе Каланга в матче против Португалии) и Кубок африканских наций 2008 в Гане. Всего Эдсон провёл за сборную 15 матчей.